# Faculdade de Direito da Universidade Lusófona
A Faculdade de Direito da Universidade Lusófona está integrada no Grupo Lusófona, o maior grupo de ensino privado de Portugal.
Para além da Licenciatura e Mestrado em Direito a Faculdado ministra ainda as seguintes pós-graduações:
- Pós-graduação em Criminologia
- Pós-graduação em Direito Marítimo
- Pós-graduação em Registos e Notariado
- Pós-graduação em Medicina Legal e Ciências Forenses